# Nasale retroflessa
La nasale retroflessa è una consonante, rappresentata con il simbolo [ɳ] nell'alfabeto fonetico internazionale (IPA).

## Caratteristiche
La consonante nasale retroflessa sonora presenta le seguenti caratteristiche:
- il suo modo di articolazione è nasale, perché questo fono è dovuto all'occlusione del canale orale (la bocca), con conseguente deflusso dell'aria dal naso;
- il suo luogo di articolazione è retroflesso, perché nel pronunciare tale suono la punta della lingua si flette leggermente all'indietro verso il palato;
- è una consonante sonora, in quanto questo suono è prodotto con la vibrazione delle corde vocali.

## Occorrenze

### Italiano
In italiano tale fono non è presente a livello di fonema, ma si può tuttavia trovare come variante (allofono) della nasale alveolare /n/ in alcune parlate regionali.

### Malayalam
In lingua malayalam tale fono è rappresentato da ⟨ണ⟩, romanizzato ⟨ṇ⟩:
- കൂൺ/kūṇ [kuːɳ]

### Norvegese
In lingua norvegese tale fono è presente nei dialetti orientali e centrali, e reso con la grafia ⟨rn⟩:
- hanirn [ˈhɑːniːɳ]

### Svedese
In lingua svedese tale fono è reso con la grafia ⟨rn⟩:
- garn [ɡɑːɳ]